# Matthiola revoluta
Matthiola revoluta är en korsblommig växtart som beskrevs av Aleksandr Andrejevitj Bunge. Matthiola revoluta ingår i släktet lövkojor, och familjen korsblommiga växter. Inga underarter finns listade i Catalogue of Life.